# Адміністративно-територіальна реформа в Україні
Адміністративно-територіальна реформа в Україні — адміністративна реформа, що полягала у наданні більших повноважень органам місцевого самоврядування (децентралізації) і зміні адміністративно-територіального поділу України. Відбувалася з 2015 до 2020 року. Замість понад 11 000 місцевих рад було сформовано 1469 територіальних громад. А замість 490 районів — 136 нових районів. Основні повноваження районних рад перейшли на нижчий (ради громад) і вищий (обласні ради) рівні.
Адміністративно-територіальна реформа є найважливішою частиною реформи децентралізації в Україні — комплексу змін до законодавства, основною метою якого є передача значних повноважень і коштів від центральних органів влади органам місцевого самоврядування.
Адміністративно-територіальна реформа в Україні належить до найбільш успішних у Центральній та Східній Європі з точки зору досягнення значної частки об'єднань, що ґрунтувалися на добровільних домовленостях органів місцевої влади.

## Підготовчий етап та законодавче забезпечення
10 листопада 2010 року було прийняте Розпорядження Кабінету Міністрів України «Про затвердження плану заходів щодо встановлення та зміни меж адміністративно-територіальних одиниць, назв населених пунктів і віднесення їх до певних категорій». Відповідно до цього розпорядження був затверджений план заходів щодо встановлення та зміни меж адміністративно-територіальних одиниць, назв населених пунктів і віднесення їх до певних категорій. Згідно з цим планом передбачалося розроблення проєктів двох нормативно-правових актів: Закону України «Про адміністративно-територіальний устрій України» (до грудня 2010 р.) та Постанови Кабінету Міністрів України «Про єдиний Державний реєстр адміністративно-територіальних одиниць України» (до лютого 2011 р.). Однак це розпорядження так і не було виконане.
6 лютого 2013 року було прийняте нове Розпорядження Кабінету Міністрів України «Деякі питання нормативного забезпечення вирішення питань встановлення та зміни меж адміністративно-територіальних одиниць, назв населених пунктів і віднесення їх до певних категорій», відповідно до якого втрачало чинність попереднє розпорядження. Відповідно до цього акта Міністерству регіонального розвитку, будівництва та житлово-комунального господарства разом з Міністерством юстиції, Міністерством економічного розвитку і торгівлі, Міністерством фінансів та Державним агентством земельних ресурсів доручалося розробити та внести у грудні 2013 року на розгляд Кабінету Міністрів України проєкт Закону України «Про порядок встановлення та зміни меж адміністративно-територіальних одиниць, назв населених пунктів і віднесення їх до певних категорій», а також разом з Державним комітетом статистики у тримісячний строк після набрання чинності Законом України «Про порядок встановлення та зміни меж адміністративно-територіальних одиниць...» розробити та подати Кабінетові Міністрів України проєкт постанови «Про порядок ведення Державного реєстру адміністративно-територіальних одиниць».
У квітні 2014 року уряд ухвалив «Концепцію реформування місцевого самоврядування та територіальної організації влади» в Україні. Саме цей документ дав старт реформі децентралізації. Проте в повному обсязі вона не пішла, бо на заваді стала необхідність внесення поправок до Конституції (див. нижче). Проєкт відповідних поправок до Основного Закону, який, до речі, був схвалений Венеційською комісією, так і не набрав необхідних 300 голосів у Верховній Раді.
Одну з версій адміністративно-територіальної реформи викладено у відповідному проєкті змін до Конституції України, який був попередньо схвалений Верховною Радою 31 серпня 2015 року.
5 лютого 2015 року Верховною Радою України прийнятий Закон України «Про добровільне об'єднання територіальних громад». Згідно з цим законом сусідні міські, селищні, сільські ради можуть об'єднатися в одну громаду, яка матиме один спільний орган місцевого самоврядування. Добровільне об'єднання територіальних громад сіл, селищ, міст здійснюється з дотриманням таких умов:
1. У складі об'єднаної територіальної громади не може існувати іншої територіальної громади, яка має свій представницький орган місцевого самоврядування;
2. Територія об'єднаної територіальної громади має бути нерозривною, межі об'єднаної територіальної громади визначаються по зовнішніх межах юрисдикції рад територіальних громад, що об'єдналися;
3. Об'єднана територіальна громада має бути розташована в межах території однієї області;
4. При прийнятті рішень щодо добровільного об'єднання територіальних громад беруться до уваги історичні, природні, етнічні, культурні та інші чинники, що впливають на соціально-економічний розвиток об'єднаної територіальної громади;
5. Якість та доступність публічних послуг, що надаються в об'єднаній територіальній громаді, не можуть бути нижчими, ніж до об'єднання.
Адміністративним центром об'єднаної територіальної громади визначається населений пункт, який має розвинену інфраструктуру і, як правило, розташований найближче до географічного центру території об'єднаної територіальної громади. Найменування об'єднаної територіальної громади, як правило, є похідним від найменування населеного пункту, визначеного її адміністративним центром.
Добровільне об'єднання територіальних громад не призводить до зміни статусу населених пунктів як сільської чи міської місцевості.

## Практична реалізація
8 квітня 2015 року Кабінет Міністрів України затвердив Методику формування спроможних територіальних громад. У цій методиці вводиться термін спроможна територіальна громада — територіальні громади сіл (селищ, міст), які в результаті добровільного об'єднання здатні самостійно або через відповідні органи місцевого самоврядування забезпечити належний рівень надання послуг, зокрема у сфері освіти, культури, охорони здоров'я, соціального захисту, житлово-комунального господарства, з урахуванням кадрових ресурсів, фінансового забезпечення та розвитку інфраструктури відповідної адміністративно-територіальної одиниці.
Формування спроможних територіальних громад здійснюється шляхом:
- розроблення Радою міністрів Автономної Республіки Крим, обласною державною адміністрацією проєкту перспективного плану;
- схвалення проєкту перспективного плану Верховною Радою Автономної Республіки Крим, обласною радою;
- затвердження Кабінетом Міністрів України перспективних планів;
- добровільного об'єднання територіальних громад;
- формування органів місцевого самоврядування спроможних територіальних громад.

Згідно з постановою Кабінету Міністрів України від 18 березня 2015 року № 195 «Питання використання у 2015 році коштів державного фонду регіонального розвитку» області, які схвалять перспективні плани до 1 червня 2015 року, отримують фінансування з державного фонду регіонального розвитку.
22 грудня 2019 року перші вибори пройшли у 86 об’єднаних і 33 приєднаних громадах, 29 грудня відбулися вибори ще в шести об'єднаних і трьох приєднаних громадах.
Станом на червень 2020 року було утворено 1029 об'єднаних територіальних громад.
14 травня 2020 року набув чинності Закон України № 562-IX «Про внесення змін до деяких законів України щодо визначення територій та адміністративних центрів територіальних громад», прийнятий 16 квітня 2020 року, згідно з яким «до прийняття закону про адміністративно-територіальний устрій України визначення адміністративних центрів територіальних громад та затвердження територій територіальних громад здійснює Кабінет Міністрів України».
Протягом квітня — травня 2020 року Кабінет Міністрів затвердив оновлені перспективні плани всіх областей, які повністю охоплювали території областей. За перспективними планами передбачалося створення 1466 громад, при цьому близько 120 вже існуючих громад не були включені до перспективних планів.
12 червня 2020 року уряд затвердив адміністративні центри та території 1470 громад. 12 серпня 2020 року розпорядженням Кабміну № 996 Соколівську громаду Черкаської області включено до Жашківської. Таким чином, громад стало 1469.
17 липня 2020 року Верховна Рада прийняла постанову «Про утворення та ліквідацію районів», скоротивши кількість районів з 490 до 136.
Парламент призначив чергові місцеві вибори у всіх 1469 громадах на 25 жовтня 2020 року. Чергові вибори не проводилися на тимчасово окупованих територіях Криму та окремих районів Донецької і Луганської областей. Також чергові вибори не проводилися до обласних рад Донецької і Луганської областей через неможливість цих рад представляти спільні інтереси усіх громад області.
* на підконтрольній Україні у 2015—2020 роках території

## Перспективні плани формування громад та нові райони
| Область                   | Дата затвердження | Кількість громад у плані | Затверджена кількість громад | Укрупнені райони |
| ------------------------- | ----------------- | ------------------------ | ---------------------------- | ---------------- |
| Автономна Республіка Крим |                   |                          |                              | 10               |
| Вінницька                 | 6 травня 2020     | 63                       | 63                           | 6                |
| Волинська                 | 13 травня 2020    | 53                       | 54                           | 4                |
| Дніпропетровська          | 20 травня 2020    | 85                       | 86                           | 7                |
| Донецька                  | 6 травня 2020     | 66                       | 66                           | 8                |
| Житомирська               | 15 квітня 2020    | 65                       | 66                           | 4                |
| Закарпатська              | 13 травня 2020    | 64                       | 64                           | 6                |
| Запорізька                | 27 травня 2020    | 67                       | 67                           | 5                |
| Івано-Франківська         | 22 квітня 2020    | 61                       | 62                           | 6                |
| Київська                  | 20 травня 2020    | 69                       | 69                           | 7                |
| Кіровоградська            | 13 травня 2020    | 48                       | 49                           | 4                |
| Луганська                 | 29 квітня 2020    | 37                       | 37                           | 8                |
| Львівська                 | 27 травня 2020    | 73                       | 73                           | 7                |
| Миколаївська              | 15 квітня 2020    | 52                       | 52                           | 4                |
| Одеська                   | 27 травня 2020    | 91                       | 91                           | 7                |
| Полтавська                | 13 травня 2020    | 61                       | 60                           | 4                |
| Рівненська                | 20 травня 2020    | 64                       | 64                           | 4                |
| Сумська                   | 20 травня 2020    | 51                       | 51                           | 5                |
| Тернопільська             | 22 квітня 2020    | 55                       | 55                           | 3                |
| Харківська                | 15 квітня 2020    | 56                       | 56                           | 7                |
| Херсонська                | 29 квітня 2020    | 49                       | 49                           | 5                |
| Хмельницька               | 29 квітня 2020    | 60                       | 60                           | 3                |
| Черкаська                 | 6 травня 2020     | 67                       | 67                           | 4                |
| Чернівецька               | 6 травня 2020     | 52                       | 52                           | 3                |
| Чернігівська              | 13 травня 2020    | 57                       | 57                           | 5                |
| Усього                    | Усього            | 1466                     | 1470                         | 136              |

12 червня 2020 року відповідно до закону № 562-IX уряд визначив адміністративні центри і території територіальних громад. Усього було затверджено 1470 громад. У порівнянні із затвердженими перспективними планами, відбулися такі зміни:
- У Волинській області: створено Олицьку громаду, Липинську перейменовано на Підгайцівську з перенесенням центру громади;
- У Дніпропетровській області: створено Межиріцьку громаду, перейменовано Миколаївську (Васильківського району) на Дубовиківську та Чкаловську на Першотравенську з перенесенням центрів відповідних громад;
- У Житомирській області: створено Волицьку громаду;
- У Запорізькій області: перейменовано Степанівську Першу на Олександрівську з перенесенням центру громади;
- В Івано-Франківській області: створено Підгайчиківську громаду;
- У Кіровоградській області: ліквідовано Витязівську громаду, розширено межі Кетрисанівської за рахунок Витязівської та частини Бобринецької, створено Надлацьку та Підвисоцьку громади, перейменовано Червонокам'янську на Попельнастівську з перенесенням центру громади;
- У Львівській області: перенесено центр Добросинсько-Магерівської громади з Магерова до Добросина без зміни назви громади;
- У Миколаївській області: перейменовано Михайлівську на Степівську з перенесенням центру громади;
- У Полтавській області: ліквідовано Березоворудську громаду;
- У Черкаській області: перейменовано Бузівську на Соколівську з перенесенням центру громади;
- Змінено межі деяких громад.

## Додаткова література
- Інститут громадянського суспільства. Територіальна реформа: вчора, сьогодні, завтра / за ред. А. Ткачука. — Київ, 2007. — 116 с. — ISBN 978-966-8312-35-9.
- Адміністративно-територіальний устрій України. Історія. Сучасність. Перспективи /Секретаріат Кабінету Міністрів України. Авт. кол.: Куйбіда В. С., Ткачук А. Ф., Карпінський Ю. О., Ганущак Ю. І. та ін. — К.: [Геопринт], 2009. — 618 с. ISBN 978-966-7863-80-7